# Закриниччя (Вінницький район)
Закрини́ччя — село в Україні, в Оратівській селищній громаді Вінницького району Вінницької області. Розташоване на обох берегах річки Фоса (притока Роськи) за 26 км на північ від смт Оратів. Населення становить 95 осіб (станом на 1 січня 2018 р.).

## Населення

### Мова
Розподіл населення за рідною мовою за даними перепису 2001 року:
| Мова       | Кількість | Відсоток |
| ---------- | --------- | -------- |
| українська | 163       | 100%     |

## Історія
Під час проведеного радянською владою Голодомору 1932—1933 років померло щонайменше 426 жителів села.
12 червня 2020 року, відповідно розпорядження Кабінету Міністрів України № 707-р «Про визначення адміністративних центрів та затвердження територій територіальних громад Вінницької області», село увійшло до складу Оратівської селищної громади.
19 липня 2020 року, в результаті адміністративно-територіальної реформи та ліквідації Оратівського району, село увійшло до складу Вінницького району.

## Відомі люди
- Александр Кароль Гроза[5] (1807—1875) — польський поет, драматург, представник «української школи» в польській літературі.

## Галерея

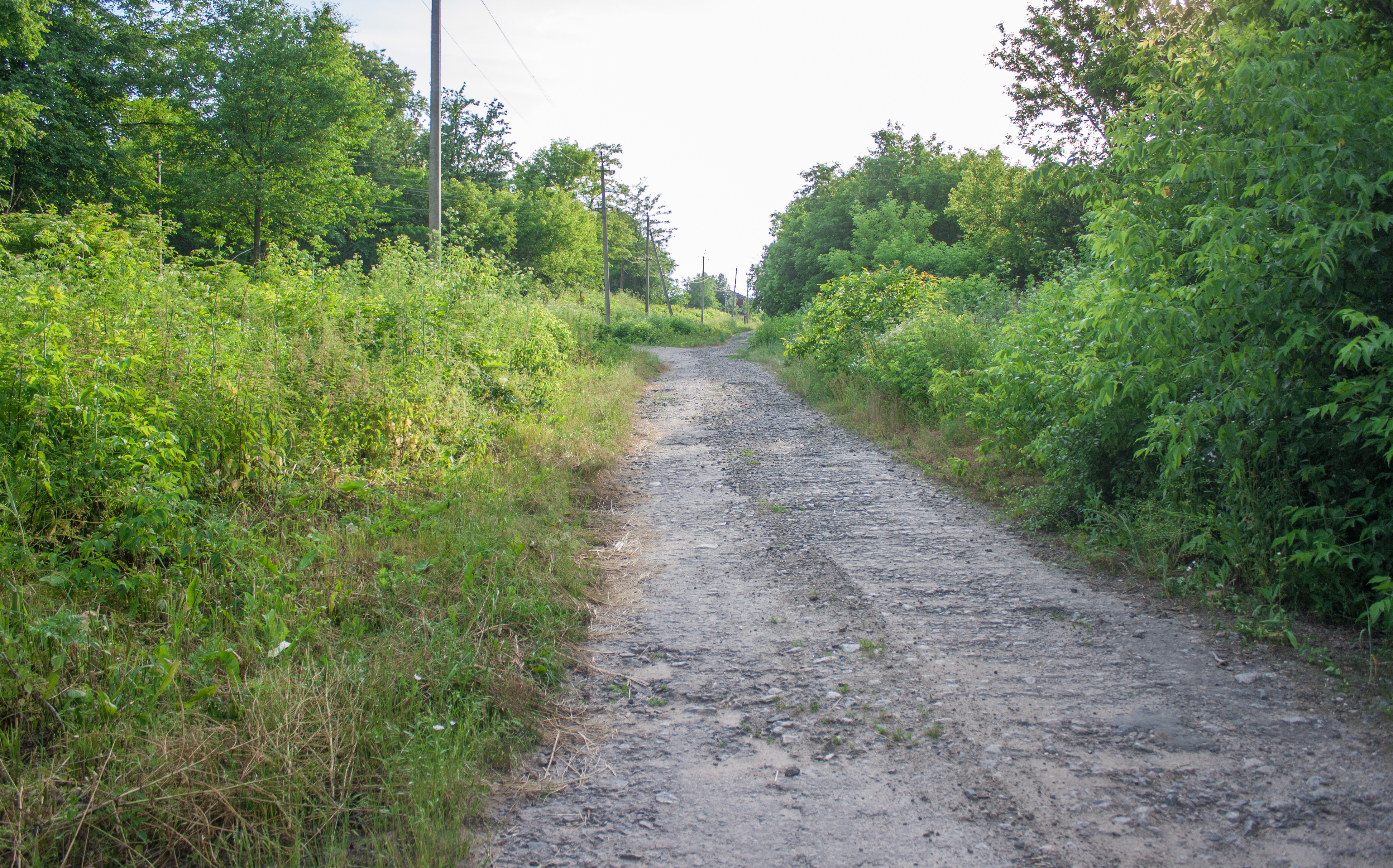
Головна вулиця
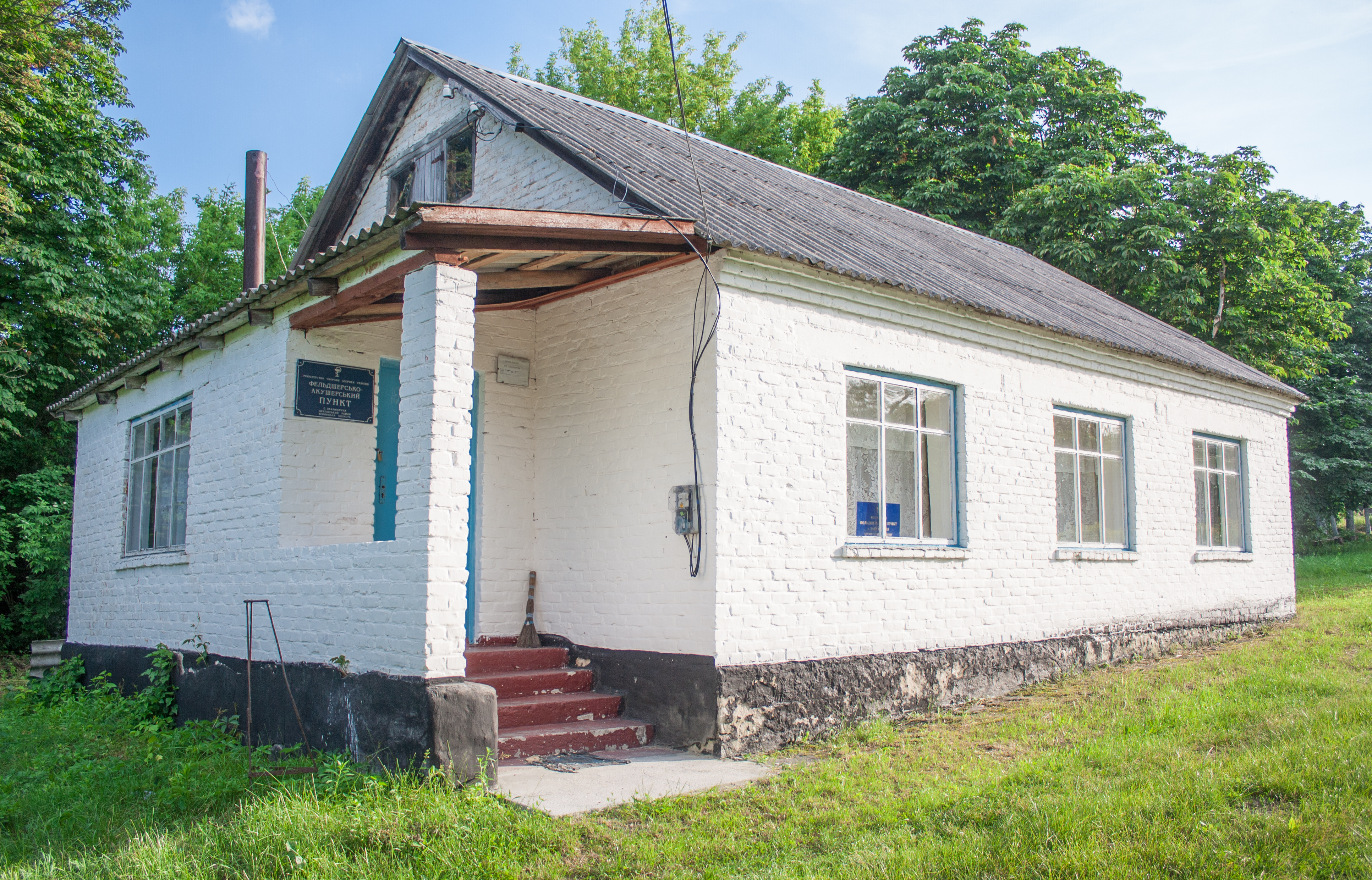
ФАП
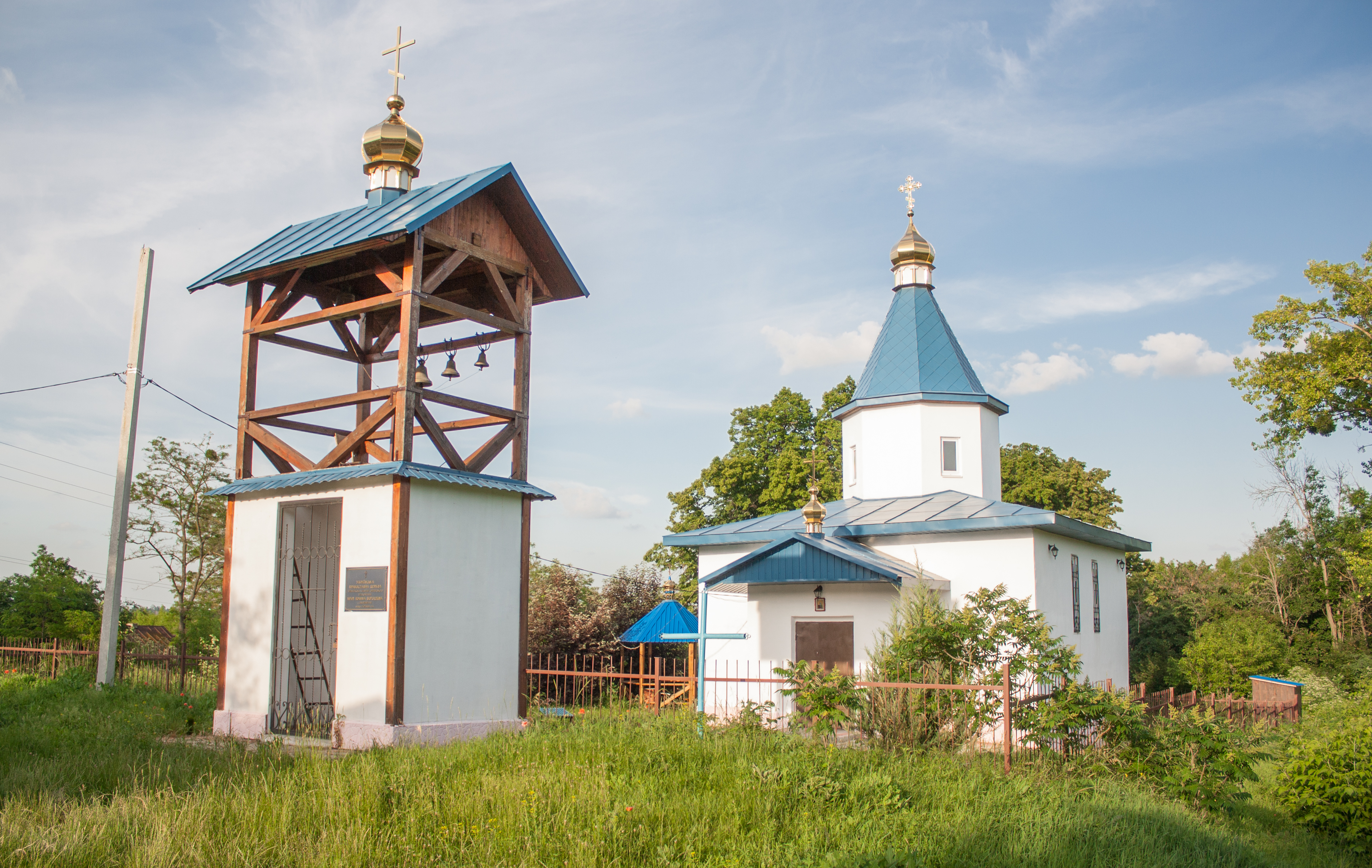
Храм Іоанна Богослова
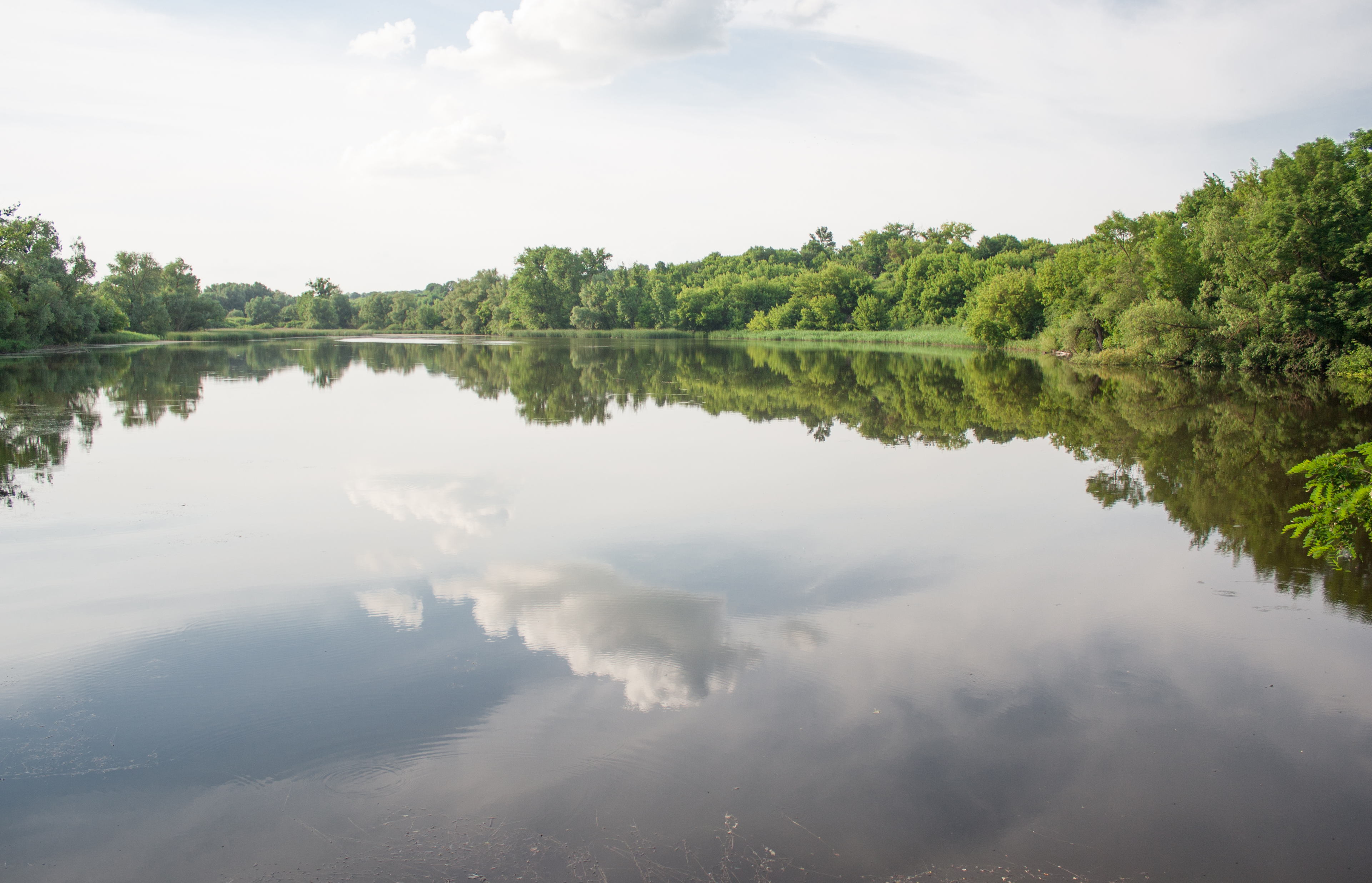
Ставок на річці Фоса
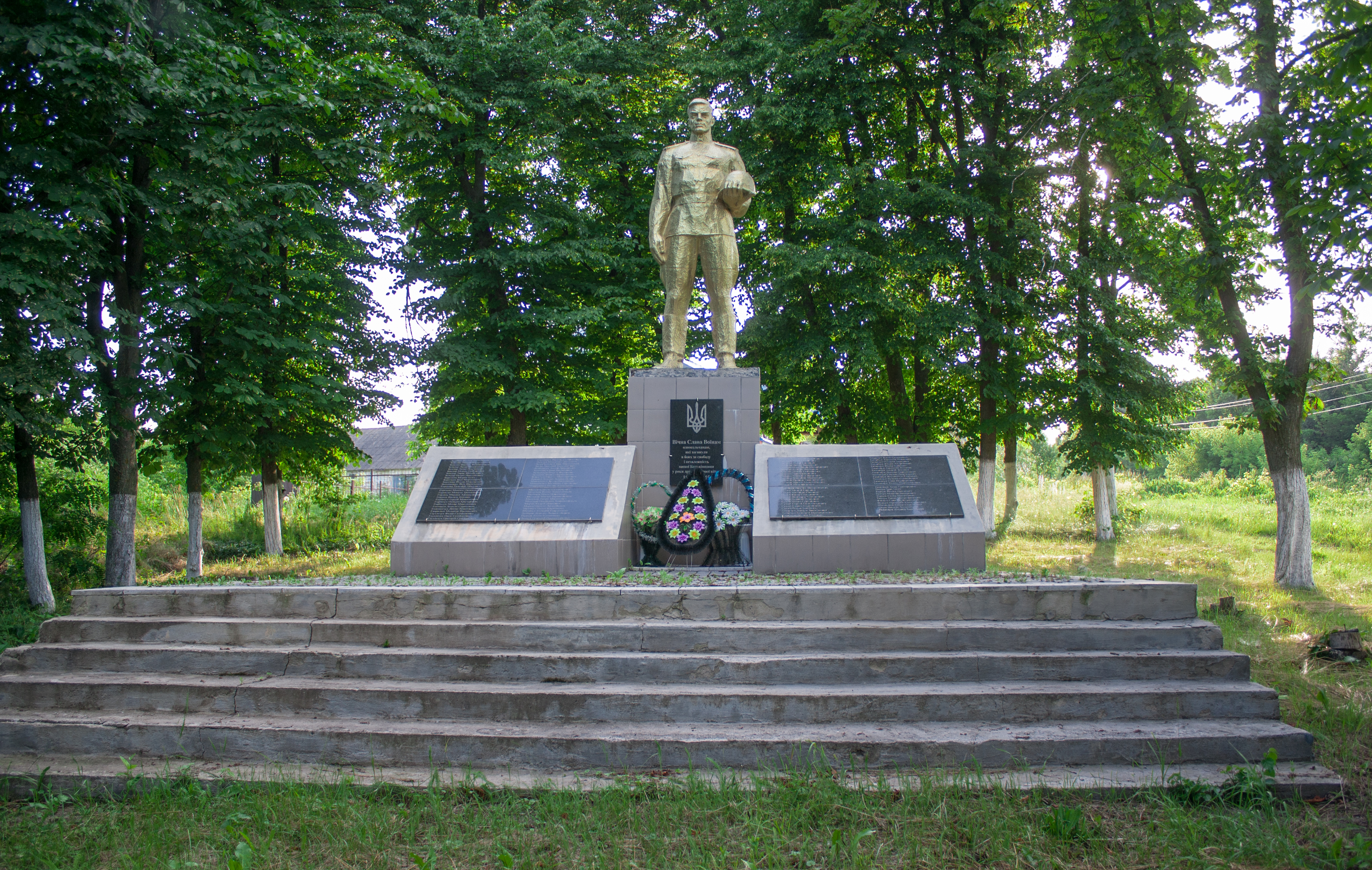
Пам'ятник воїнам-односельчанам